# 톰스쌀쥐
톰스쌀쥐 또는 흰목쌀쥐(Nephelomys albigularis)는 비단털쥐과 톰스쌀쥐속에 속하는 설치류이다. 1860년 기재되었고, 처음 발견된 톰스쌀쥐속(Nephelomys) 종이다. 원래는 현재 사용하지 않은 Hesperomys의 학명 Hesperomys albigularis로 기재되었고, 더 작은 종 긴꼬리피그미쌀쥐(H. longicaudatus, 현재의 Oligoryzomys longicaudatus)의 근연종으로 간주되었다. 그리고 1894년까지 쌀쥐속에 속하는 학명 Oryzomys albigularis로 현재의 메리다쌀쥐(Nephelomys meridensis)와 관련이 있는 종으로 분류했다. 1960년대 초, 종의 범위는 현재의 톰스쌀쥐속에 속하는 대부분의 종을 포함하여 상당히 확장되었다. 1976년 이들 종의 일부는 별도의 종으로 복원되었다.